# Acceleratore lineare

Diagramma animato che mostra il funzionamento di un acceleratore lineare

In fisica degli acceleratori di particelle, un acceleratore lineare (o LINAC, da linear accelerator) è una struttura in grado di accelerare particelle cariche (protoni, elettroni, positroni, ioni pesanti, etc.), generate per mezzo di una apposita sorgente (come ad esempio un cannone termoionico, un fotoiniettore o altri mezzi) lungo una linea retta.
Un linac standard (così come un acceleratore circolare) viene assemblato come successione di diversi elementi in cascata. Qualora la sorgente generi particelle in maniera continua, la prima parte dell'acceleratore sarà impiegata per la creazione di pacchetti (cioè piccoli gruppi) di particelle, mentre quella successiva sarà impiegata per l'accelerazione vera e propria delle particelle.

## Applicazioni
Il compito di un linac storicamente è quello di creare un fascio idoneo ad essere iniettato in un acceleratore circolare (in cui ottenere collisioni per studi di fisica delle alte energie), o in anelli di accumulazione (ad es. per luce di sincrotrone).
Più recentemente i linac vengono utilizzati per scopi medicali, quali terapia antitumorale. Il fascio di elettroni prodotto nella guida acceleratrice può essere utilizzato per il trattamento diretto o per colpire un bersaglio, al fine di produrre raggi X. I raggi X vengono utilizzati per il trattamento di neoplasie profonde, dato il loro alto potere di penetrazione, mentre i fasci di elettroni per la terapia di neoplasie superficiali, data la proprietà di cedere la loro energia in maniera uniforme in tessuti spessi pochi centimetri.
Coppie di acceleratori lineari di più alta energia sono utilizzati direttamente per generare collisioni di particelle, ad esempio a SLAC. Linac di alta intensità vengono utilizzati come iniettori per i Free Electron Laser.

### Acceleratore lineare per radioterapia

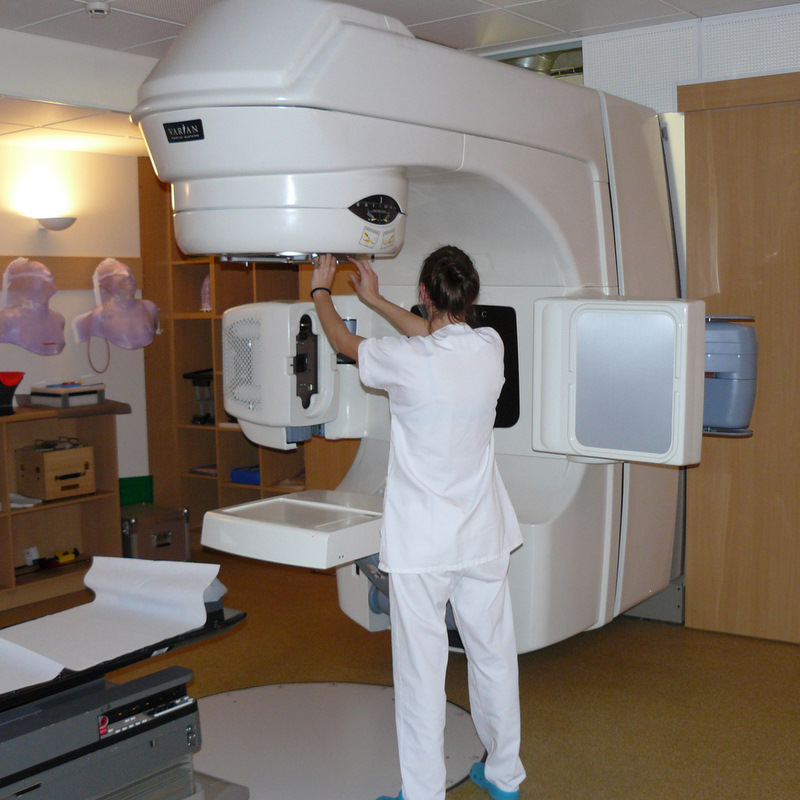
Un acceleratore lineare utilizzato in radioterapia

L'acceleratore lineare (per Radioterapia) è una macchina in grado di produrre fasci di elettroni e di fotoni che, opportunamente collimati, vengono fatti incidere sul volume bersaglio. Le energie della radiazione prodotta variano da 2 a 25MeV. Normalmente, per apparecchiature standard, si usano energie attorno a 6-9 MeV, in quanto energie superiori causano anche la produzione di neutroni. Nel caso invece della tomoterapia si usa, per ora, un'energia di 6MeV.
L'apparecchiatura è contenuta all'interno di un bunker, nel quale sono presenti:
- il lettino di trattamento;
- i laser di posizionamento;
- il sistema di portal imaging;
- il circuito televisivo e i comandi;
- il sistema di tracking ottico

La struttura è completata dai comandi, i monitor e l'interfono, presenti in sala comandi, all'esterno del bunker.
Il funzionamento di un Linac è complesso ed i suoi componenti principali sono:
- Magnetron o Klystron: fornisce l'onda elettromagnetica acceleratrice;
- Cannone di elettroni (electron gun): per effetto termoionico, produce elettroni di circa 50 keV;
- Sezione acceleratrice (o guida d'onda): attraverso la quale gli elettroni prodotti dal cannone vengono accelerati, su di un'onda elettromagnetica, sino ad acquisire l'energia desiderata.

L'elemento accelerante è costituito da una cavità, divisa in un certo numero di sezioni, in cui si trova un campo elettrico oscillante a frequenza sincrona con il passaggio dei pacchetti.
Poiché la disposizione della sezione acceleratrice è ortogonale alla direzione del fascio, si rende necessario che il pennello d'elettroni, al termine della fase d'accelerazione, sia deflesso dai magneti collocati sulla testata. Questa procedura permette di omogeneizzare l'energia del fascio d'elettroni, poiché quelli dotati d'energia differente escono dalla traiettoria programmata e vengono intercettati dalle strutture schermanti della testata:
- Target: costituito da una lamina in oro (o tungsteno) che, colpita dal pennello d'elettroni, emette raggi X a spettro continuo con energia massima pari all'energia degli elettroni;
- Lamina di diffusione: con funzione di trasformare il pennello puntiforme d'elettroni in un fascio omogeneo di dimensioni volute, per indirizzarlo al paziente, in alternativa ai raggi X;
- Filtro a cono (“flattening filter”): svolge l'importante funzione di omogeneizzare il fascio di raggi X, sia in termini d'energia sia in termini d'intensità. Il fascio di raggi X, derivato dalla reazione di “frenamento”, è policromatico a spettro continuo e si rende necessaria l'eliminazione della componente molle. Inoltre, il fascio emesso dal target, è più intenso nella zona centrale, per cui, un filtro più spesso in tale zona, permette di modificare il fascio rendendo omogenea l'intensità. Nei nuovi modelli  "true beam" è possibile erogare fasci di raggi X senza l'utilizzo del filtro a cono.
- Camere monitor: fondamentali nel quantificare la dose erogata (la misura è dunque indicata in “unità monitor”), nell'interrompere l'erogazione al raggiungimento delle unità monitor previste, nel controllare la simmetria e l'intensità del fascio. Sono costituite da due camere a ionizzazione piatte e parallele (a loro volta divise in due camere simmetriche), con la funzione di intercettare il fascio di radiazioni perpendicolari al loro asse. Il controllo sulla dose è sempre effettuato su due camere monitor.
- Collimatore mobile: utile per la definizione dei campi, si compone di quattro braccia (Jaws) in piombo aventi uno spessore adeguato all'energia del fascio. Le Jaws sono interconnesse tra loro in modo tale che il fascio emergente risulti simmetrico ed il centro del campo d'irradiazione coincida con l'asse del fascio; inoltre, possono essere disposte, per conformare il fascio nelle dimensioni volute, in modo simmetrico (contrapposte a due a due rispetto all'asse), oppure asimmetrico (regolabili indipendentemente uno dall'altro).

Un ulteriore passo avanti in questo settore è stato apportato dal recente ingresso dei collimatori multilamellari (“multi-leaf-collimator”), che hanno trovato un ampio utilizzo nelle tecniche “conformazionali”, in grado di modulare il profilo del fascio secondo le tre dimensioni adattandolo alla forma del bersaglio. Il “multi-leaf-collimator” è disposto sopra le Jaws e permette la conformazione solo lungo un asse
- Limitatori (o applicatori) per elettroni: costituiscono gli strumenti di collimazione del fascio d'elettroni. Sono sistemi accessori del Linac che permettono di convogliare il fascio sino alla cute del paziente, eliminando l'inconveniente dell'instabilità di traiettoria degli elettroni. Si tratta di dispositivi rigidi, intercambiabili, con forme e dimensioni variabili.

Le strutture sinora elencate (fatta eccezione del cannone elettronico, delle guide d'onda, del Magnetron e dei limitatori), sono contenute nella testata che ospita, fra l'altro, due dispositivi: la luce di campo e il telemetro, che pur non prendendo parte all'elaborazione del fascio, sono essenziali per il posizionamento del paziente e per la corretta somministrazione della terapia.
Un'ultima menzione spetta alle cosiddette componenti sussidiarie:
- Pompa a vuoto (pompa ionica): mantiene permanentemente il vuoto nella sezione acceleratrice, anche ad apparecchio spento (10−6 Atm);
- Impianto di raffreddamento a circuito chiuso: realizzato con acqua filtrata raffreddata dalla rete idrica urbana attraverso uno scambiatore di calore (T di funzionamento = 26-29 °C).
- Collimatore multilamellare (Multi-Leaf-Collimator)

L'MLC è una tra le più recenti e rilevanti innovazioni di cui sono dotati i moderni centri radioterapici.
Questo presidio, altamente tecnologico, ci permette di conformare il fascio radiante, andando a sostituire gli schermi sagomati costruiti in lega bassofondente (T 70) e può essere montato internamente alla testata, sopra i collimatori primari, o aggiunto esternamente sul supporto porta-accessori, a seconda dei modelli.
È costituito da coppie di lamelle opposte, mobili ed indipendenti, situate su due supporti a loro volta mobili e svincolati.
Il numero delle lamelle ed il loro spessore variano a seconda dei modelli ed il loro profilo è di norma “tongue and groove” (lingua e palato), per minimizzare la perdita di radiazione attraverso la giunzione di due lamelle adiacenti. 
Il funzionamento di tutta la parte elettronica e meccanica è gestito da un computer che invia i comandi dalla consolle al MLC e riceve le informazioni sulla posizione di ogni lamella, tramite due sistemi di controllo.
L'elemento accelerante è costituito da una cavità, divisa in un certo numero di sezioni, in cui si trova un campo elettrico oscillante a frequenza sincrona con il passaggio dei pacchetti.

Schema di un acceleratore lineare. Si veda il testo per spiegazioni.

Qui i campi elettromagnetici acceleranti vengono eccitati attraverso una guida d'onda che convoglia la potenza fornita da un klystron o da un magnetron.
Si noti la differente lunghezza delle cavità (l'effetto è esagerato in figura): questo fatto si spiega semplicemente, considerando che più le particelle acquistano energia più esse aumentano la loro velocità.
Se l'onda accelerante deve essere sincrona con il passaggio delle particelle attraverso gli spazi tra le cavità è chiaro che le cavità devono essere tanto più lunghe quanto la velocità è elevata, per permettere alle particelle di restare in fase con l'onda (che ha una frequenza fissa).
Chiaramente, poiché c'è un limite superiore alla velocità (la velocità della luce), le cavità, da un certo punto in poi, sono di lunghezza costante.
In pratica, poiché gli elettroni raggiungono velocemente la velocità della luce, le cavità di lunghezza differente sono le prime due o tre, le altre sono di lunghezza costante.
La sezione con le cavità di lunghezza differente è detta buncher e, oltre ad accelerare gli elettroni, ha anche il compito di formare i pacchetti di particelle.
Altri elementi base di un linac sono magneti permanenti, come i quadrupoli, il cui compito è il focheggiamento trasversale del pacchetto di particelle, analogo a quello svolto da una lente in un sistema ottico.